# Urraca Henriques, infanta de Portugal
Urraca Henriques (Guimarães, Setembro 1097 – Nogueirosa, Pontedeume,1173) foi infanta de Portugal, filha de Henrique de Borgonha, conde de Portucale e de Teresa de Leão, condessa de Portugal.
Casou-se cerca de 1122 com Bermudo Peres de Trava, magnate galego, membro da casa de Trava, a mais poderosa da Galiza medieval, filho de Pedro Froilaz de Trava e da sua primeira esposa Urraca Froilaz.
Em 1148, o seu esposo encarregou ao abade do Mosteiro de São Justo de Toxos Outos a construção de um convento na vila de Nogueirosa perto da cidade de Pontedeume. Este lugar foi parte das arras que ele tinha dado à infanta Urraca em 25 de julho de 1122. Mais tarde, em 1150, Urraca doou ao abade e ao mosteiro vários bens com a condição de que ela e quatro damas da sua família foram admitidas como religiosas no convento chamado Santa Maria de Nogueirosa.
Cerca de 1160, Bermudo ingressou como monge no Mosteiro de Santa Maria de Sobrado dos Monges, mosteiro fundado pelos seus antepassados, onde morreu em 1168 com uns 80 anos de idade.
Urraca também se retirou, provavelmente no mesmo ano que seu esposo, ao mosteiro em Nogueirosa onde morreu em 1173 e foi enterrada na igreja de seu convento.

## Descendência
Os filhos da infanta Urraca e Bermudo Peres de Trava foram:
- Fernão Bermudes de Trava (m. depois de 1161).[8]
- Urraca Bermudes de Trava "a Maior", freira e abadessa no Mosteiro de Cascas.[8]
- Soeiro Bermudes de Trava (m. 1169), conde, enterrado no mosteiro de Sobrado.[9]
- Teresa Bermudes de Trava (m. c. 1219), enterrada no mosteiro de Sobrado. Foi a esposa de Fernando Arias (m. 1204),[10] senhor de Batisela.
- Sancha Bermudes de Trava (m. ca. 1208) casou em 1152 com Soeiro Viegas de Ribadouro, filho de Egas Moniz, o Aio. Um filho deste matrimónio, Lourenço Soares, foi o esposo de Urraca Sanches, filha ilegítima do rei Sancho I de Portugal[11][12]
- Urraca Bermudes de Trava "a Menor" (m. depois de novembro 1196), a esposa de Pedro Beltran com quem teve dois filhos; Fernando Beltran e Elvira Peres.[13]